# El diable i jo

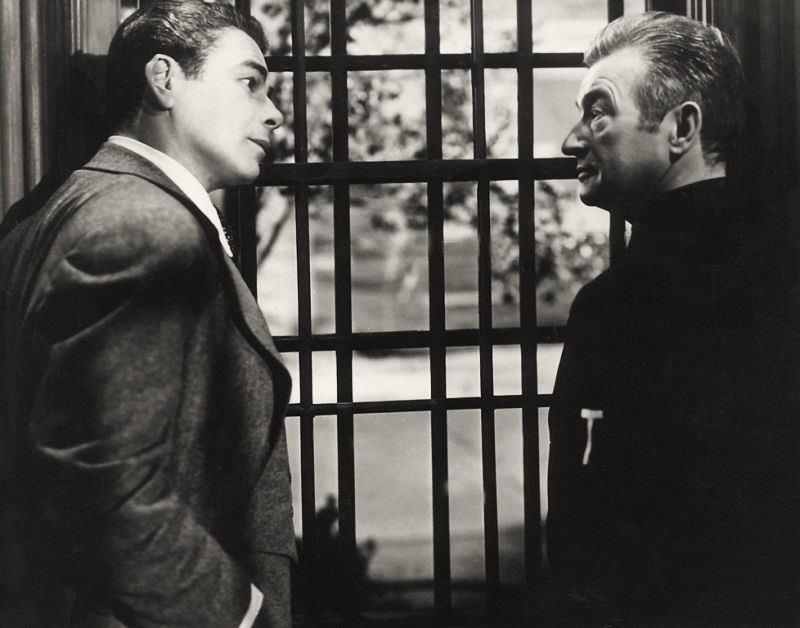
Paul Muni i Claude Rains

 El diable i jo  (original: Angel on My Shoulder) és una pel·lícula estatunidenca dirigida per Archie Mayo, estrenada el 1946. Ha estat doblada al català.

## Argument
Mort quan surt de la presó pel seu vell còmplice Smiley Williams, el gàngster Eddie Kagle es troba a l'infern. Allà, accepta la proposició de Nick, un agent del diable, per tornar a la terra a la pell del jutge Fredrick Parker, el seu sòsia. Però mentre és inicialment incitat a venjar-se de Smiley i a seguir les instruccions de Nick, Eddie es transforma sota l'aspecte del jutge, enamorant-se de passada de Barbara Foster, la promesa d'aquest...

## Repartiment
- Paul Muni: Eddie Kagle / Jutge Fredrick Parker
- Anne Baxter: Barbara Foster
- Claude Rains: Nick
- Onslow Stevens: Dr. Matt Higgins
- George Cleveland: Albert
- Erskine Sanford: El pastor
- Marion Martin: Sra. Bentley
- Hardie Albright: Smiley Williams
- James Flavin: Bellamy
- James Dundee: Un gàngster

I, entre els actors que no surten als crèdits:
- Noble Johnson: Un agent de l'infern
- George Meeker: M. Bentley
- Sarah Padden: Agatha